# La Klara i el misteri de les llavors màgiques
La Klara i el misteri de les llavors màgiques (títol original en noruec, KuToppen - På sporet) és una pel·lícula de comèdia d'animació noruega del 2023 dirigida per Will Ashurst. La pel·lícula va ser produïda per Heidi Palm Sandberg amb Felleskjø, Kristiansand Dyrepark i Qvisten Animation. És una seqüela de La Klara i el lladre de pomes (2018) i La Klara i el Nadal a la granja (2020). Aquesta pel·lícula de misteri, molt inspirada en alguns elements de l'univers d'Agatha Christie, es va estrenar a Noruega el 3 de març de 2023 i al Regne Unit el 20 d'octubre de 2023. Va ser distribuït a la resta del món per New Europe Film Sales. S'ha doblat i subtitulat al català.